# Cécile Gariépy
Pour les articles homonymes, voir Gariépy.
Cécile Gariépy est une artiste visuelle, autrice, illustratrice et muraliste qui travaille à Montréal au Québec.

## Biographie

### Formation
Cécile Gariépy est diplômée d’un baccalauréat en communication de l’Université du Québec à Montréal (2011), d’un baccalauréat en beaux-arts de l'école de cinéma Mel-Hoppenheim à l’Université Concordia (2013) et d’une maîtrise en art visuel de l’Université Paris1 Panthéon- Sorbonne à Paris (2016).

### Carrière
Artiste visuelle autodidacte, elle se fait d’abord connaître sur Instagram alors qu’elle publie des dessins inspirés de son quotidien durant ses études de maitrise en cinéma à Paris.
Son style graphique inspiré de la vie de tous les jours attire rapidement l’attention de grands médias (New York Times, Esquire UK, Nylon) et des entreprises d’envergure internationale (Spotify, Apple, Aesop, Red Bull, Decathlon) qui lui commandent des illustrations pour des campagnes publicitaires.
Cécile Gariépy est également une muraliste active à Montréal, sa ville natale, mais aussi dans le monde (Belize, Norvège, Singapour). En 2019, elle peint une large peinture murale célébrant les ruelles colorées de Montréal dans la zone transfrontalière à l'Aéroport international Pierre-Elliott Trudeau de Montréal. Pour les 50 ans de l’Office municipal d’Habitation de Montréal, en 2019, l’artiste réalise la murale Chez nous. En 2023, elle est sélectionnée pour créer les panneaux de signalisations routières du Quartier des spectacles de Montréal.

## Style
Formée initialement en études cinématographiques, Cécile Gariépy conçoit ses illustrations comme des motifs narratifs permettant de raconter des histoires ludiques, mais aussi de décrire des moments banaux de la vie quotidienne. Ses personnages à la taille disproportionnée ont des formes simples dans des couleurs vives et éclatantes,. Évoluant dans différentes mises en scène farfelues, ces « bonhommes » selon les paroles de l’artiste, sont particulièrement reconnaissables en raison de leurs corporalités ondulées donnant une impression de constant mouvement.

## Controverses
Le 6 février 2024, Valentina Gomez, candidate républicaine au poste de secrétaire d’État du Missouri, brûle à l’aide d’un lance-flamme une copie du livre Naked (traduction anglaise du livre Tout nu! Le dictionnaire bienveillant de la sexualité) par Myriam Daguzan Bernier et Cécile Gariépy dans le cadre d’une vidéo publiée sur ses réseaux sociaux. Gomez juge alors que ce type de livre participe à l’endoctrinement et à la sexualisation des jeunes.
Le 8 février 2024, le député Sol Zanetti du parti Québec Solidaire propose une motion au Parlement du Québec pour appuyer les autrices. Votée à la majorité, cette motion réitère l’adhésion du parlement à la liberté d’opinion, à la liberté d’expression et à la libre circulation des idées.

## Œuvres
Cécile Gariépy écrit et crée aussi des illustrations pour des romans graphiques destinés aux enfants et adolescents :
- Tout nu ! Le dictionnaire bienveillant de la sexualité, Éditions Cardinal, 2019Écrit avec Myriam Daguzan Bernier.[13],[14]
- Objet perdu, Éditions de la Pastèque, 2019[2]
- Coup de vent, Éditions de la Pastèque, 2019[2],[15]
- Drôles de sport, Simon Drouin, Éditions de la Pastèque, 2021[16],[17]
- Dis papa ?, Éditions Pandacraft (France), 2021Écrit avec Guillaume Le Gorrec.[18]
- Instants de couleur, Rachel DeRoy-Ringuette, Éditions Cardinal, 2023[19]
- Nicolas le collectionneur de collections, Éditions de la Pastèque, 2023

## Prix
- 2020 : Prix du livre jeunesse des Bibliothèques de Montréal pour Tout nu! Le dictionnaire bienveillant de la sexualité avec Myriam Daguzan Bernier[20].